# Радуль
Ра́дуль (укр. Радуль) — посёлок в Черниговском районе Черниговской области (Украина).
Расположен на левом берегу Днепра в Черниговском Полесье, в 50-55 км к северо-западу от Чернигова.

## История
Населённый пункт был основан в начале XVIII в. в числе других сёл и слобод русскими старообрядцами в Стародубском и Черниговском полках. Официальной датой основания слободы считается 1708 год, когда осадчий (основатель) Радуля крестьянин Филипп Иванович Костылёв, уроженец села Ковёнки Севского уезда, получил «осадный лист» (разрешение) на основание поселения. Заселялся Радуль выходцами из различных регионов Центральной России, в первую очередь современной Курской области.
В XVIII в. Радуль вместе с другими Стародубско-Черниговскими русскими старообрядческими слободами был выведен из юрисдикции местной малороссийской администрации и подчинён Киевской губернской канцелярии. Непосредственное управление слободами осуществляла специальная контора в Климовой, в о главе которой стоял бурмистр. В 50-60-х гг. XVIII в. из-за пограничного положения для Радуля и соседней Добрянки были определены специальные управители (И. Халкидонский, В. Морозов).

## Название
Существует несколько версий происхождения названия сначала слободы, а ныне посёлка Радуль:
а) от слова «радость», которую якобы чувствовали первопоселенцы староверы, найдя тихое место от преследований царской власти;
б) от шведских слов «рад» (круг, шеренга, очередь, совет) и «дуль» (скрытый, хранение). Вместе взятые они означают нечто вроде спрятанного солнца;
в) от давно заросшего озера «Радуль» или «Радутье», расположенного между западной окраиной посёлка и Днепром.
Однако ни одна из них до сих пор научно подробно проанализирована и не обоснована. Последняя точка зрения наиболее вероятна: практически при возникновении слободы черниговский полковник Павел Полуботок, покупая земли, на которых сейчас расположен посёлок Радуль, и определяя их границы, в купчих документах заметил озеро Радуль. Оно же замечено на карте начала XX века.

## Население
В 1989 году численность населения составляла 1132 человека.
По состоянию на 1 января 2011 года численность населения составляла 575 человек, на 1 января 2012 года — 576 человек, на 1 января 2013 года — 560 человек.